# Илич, Саша (1970)
Са́ша И́лич (макед. Саша Илиќ; 5 сентября 1970) — македонский футболист, вратарь.

## Биография
Илич одно время был в немецком «Гамбурге». Но в чемпионатах Германии не сыграл ни одного матча. По словам Саши, ему трудно было адаптироваться к немецкому образу жизни.
В 2002 году Илич перешёл в «Динамо» (СПб). По замыслу президента клуба Сергея Амелина он должен был заменить в воротах Андрея Мананникова. В первом круге сезона 2002 года Саша был основным вратарём «Динамо». Провёл 14 игр, пропустил 20 голов.
По признанию другого голкипера тогдашнего «Динамо» Павла Дьяконова, они с Иличем дружили, хотя дружба между вратарями одной команды бывает редко. В интервью изданию «Футбол Черноземья» Дьяконов назвал Сашу «замечательным человеком», сказав, что «среди выходцев с Балкан такие нечасто встречаются».
После прихода на должность главного тренера «Динамо» Валерия Гладилина Илич перестал быть основным вратарём команды. Место в воротах занял Дьяконов.
Когда «Динамо» возглавил Олег Долматов, Илич покинул команду. После ухода из петербургского клуба играл за иранские команды «Персеполис», «Эстегляль» и «Пегах Гилан».